# Лауреати Державної премії України в галузі науки і техніки (1999)
Державна премія України в галузі науки і техніки — лауреати 1999 року.
На підставі подання Комітету з Державних премій України в галузі науки і техніки Президент України Леонід Кучма видав Указ № 1513/99 від 1 грудня 1999 року «Про присудження Державних премій України в галузі науки і техніки 1999 року».
На 1999 рік розмір Державної премії України в галузі науки і техніки склав двадцять п'ять тисяч гривень кожна.

## Лауреати Державної премії України в галузі науки і техніки 1999 року
| Премійована робота | Лауреати                                         | Коротко про лауреата |
| --- | ------------------------------------------------ | --- |
| За підручник «Теорія металургійних процесів», К.: Віпол, 1997 | Баптизманський Вадим Іполитович (посмертно)      | член-кореспондент Національної академії наук України |
| За підручник «Теорія металургійних процесів», К.: Віпол, 1997 | Шифрін Едуард Володимирович                      | кандидат технічних наук, генеральний директор «Midland resources UK Limited»                                                                                          |
| За підручник «Теорія металургійних процесів», К.: Віпол, 1997 | Симонов Віталій Костянтинович                    | кандидат технічних наук, доцент Державної металургійної академії України                                                                                              |
| За підручник «Теорія металургійних процесів», К.: Віпол, 1997 | Костьолов Олег Леонідович                        | кандидат технічних наук, доцент Державної металургійної академії України                                                                                              |
| За підручник «Теорія металургійних процесів», К.: Віпол, 1997 | Шифрін Володимир Мусійович                       | доктор технічних наук, професор Державної металургійної академії України                                                                                              |
| За підручник «Теорія металургійних процесів», К.: Віпол, 1997 | Яковлєв Юрій Миколайович                         | доктор технічних наук, професор Державної металургійної академії України                                                                                              |
| За підручник «Теорія металургійних процесів», К.: Віпол, 1997 | Охотський Віктор Борисович                       | доктор технічних наук, професор Державної металургійної академії України                                                                                              |
| За підручник «Теорія металургійних процесів», К.: Віпол, 1997 | Кучер Анатолій Гурійович                         | доктор технічних наук, професор Державної металургійної академії України                                                                                              |
| За підручник «Теорія металургійних процесів», К.: Віпол, 1997 | Ковальов Дмитро Арсентійович                     | доктор технічних наук, професор Державної металургійної академії України                                                                                              |
| За підручник «Теорія металургійних процесів», К.: Віпол, 1997 | Тараканов Аркадій Костянтинович                  | доктор технічних наук, завідувач кафедри Державної металургійної академії України                                                                                     |
| За цикл підручників: «Общая теория подготовки спортсменов в олимпийском спорте», К.: Олімпійська література, 1997;. «Олимпийский спорт», кн.1, 2, К.: Олімпійська література, кн.1 –1994, кн.2 –1997       | Платонов Володимир Миколайович                   | доктор педагогічних наук, ректор Національного університету фізичного виховання і спорту України                                                                      |
| За розробку теоретичних основ та широкомасштабне впровадження способу підвищення властивостей конструкційних сталей мікролегуванням порошковими дротами з високоактивними елементами                       | Ларионов Олександр Олексійович                   | заступник технічного директора відкритого акціонерного товариства «Металургійний комбінат імені Ілліча»                                                               |
| За розробку теоретичних основ та широкомасштабне впровадження способу підвищення властивостей конструкційних сталей мікролегуванням порошковими дротами з високоактивними елементами                       | Бойко Володимир Семенович                        | генеральний директор відкритого акціонерного товариства «Металургійний комбінат імені Ілліча»                                                                         |
| За розробку теоретичних основ та широкомасштабне впровадження способу підвищення властивостей конструкційних сталей мікролегуванням порошковими дротами з високоактивними елементами                       | Сахно Валерій Олександрович                      | генеральний директор відкритого акціонерного товариства "Металургійний комбінат «Азовсталь»                                                                           |
| За розробку теоретичних основ та широкомасштабне впровадження способу підвищення властивостей конструкційних сталей мікролегуванням порошковими дротами з високоактивними елементами                       | Носоченко Олег Васильович                        | доктор технічних наук, заступник технічного директора відкритого акціонерного товариства "Металургійний комбінат «Азовсталь»                                          |
| За розробку теоретичних основ та широкомасштабне впровадження способу підвищення властивостей конструкційних сталей мікролегуванням порошковими дротами з високоактивними елементами                       | Тітієвський Володимир Маркович                   | технічний директор відкритого акціонерного товариства "Завод «Універсальне обладнання», місто Донецьк                                                                 |
| За розробку теоретичних основ та широкомасштабне впровадження способу підвищення властивостей конструкційних сталей мікролегуванням порошковими дротами з високоактивними елементами                       | Дюдкін Дмитро Олександрович                      | доктор технічних наук, заступник технічного директора відкритого акціонерного товариства "Завод «Універсальне обладнання», місто Донецьк                              |
| За розробку теоретичних основ та широкомасштабне впровадження способу підвищення властивостей конструкційних сталей мікролегуванням порошковими дротами з високоактивними елементами                       | Бать Сергій Юрійович                             | кандидат технічних наук, заступник генерального директора відкритого акціонерного товариства "Завод «Універсальне обладнання», місто Донецьк                          |
| За розробку теоретичних основ та широкомасштабне впровадження способу підвищення властивостей конструкційних сталей мікролегуванням порошковими дротами з високоактивними елементами                       | Троцан Анатолій Іванович                         | доктор технічних наук, завідувач відділу Інституту проблем матеріалознавства імені І. М. Францевича НАН України                                                       |
| За розробку теоретичних основ та широкомасштабне впровадження способу підвищення властивостей конструкційних сталей мікролегуванням порошковими дротами з високоактивними елементами                       | Позняк Леонід Олександрович                      | член-кореспондент Національної академії наук України, заступник директора Інституту проблем матеріалознавства імені І. М. Францевича НАН України                      |
| За розробку теоретичних основ та широкомасштабне впровадження способу підвищення властивостей конструкційних сталей мікролегуванням порошковими дротами з високоактивними елементами                       | Походні Ігор Костянтинович                       | академік Національної академії наук України, керівник відділу Інституту електрозварювання імені Є. О. Патона НАН України                                              |
| За створення та впровадження комплексу машин та обладнання для механізації вантажно-розвантажувальних робіт з буряками в цукровій промисловості                                                            | Новиков Василь Олександрович (посмертно)         | кандидат технічних наук |
| За створення та впровадження комплексу машин та обладнання для механізації вантажно-розвантажувальних робіт з буряками в цукровій промисловості                                                            | Коркач Іван Петрович                             | начальник цеху орендного підприємства «Яготинський цукровий завод», Київська область                                                                                  |
| За створення та впровадження комплексу машин та обладнання для механізації вантажно-розвантажувальних робіт з буряками в цукровій промисловості                                                            | Кузнецов Юрій Олексійович                        | завідувач відділу Смілянського спеціалізованого конструкторського бюро Науково-виробничого об'єднання «Цукор»                                                         |
| За створення та впровадження комплексу машин та обладнання для механізації вантажно-розвантажувальних робіт з буряками в цукровій промисловості                                                            | Гавва Віктор Маркович                            | заступник директора Державного науково-інженерного центру зварювання та контролю в галузі атомної енергетики України                                                  |
| За створення та впровадження комплексу машин та обладнання для механізації вантажно-розвантажувальних робіт з буряками в цукровій промисловості                                                            | Кузнецова Людмила Олександрівна                  | старший науковий співробітник Українського науково-дослідного інституту цукрової промисловості                                                                        |
| За створення та впровадження комплексу машин та обладнання для механізації вантажно-розвантажувальних робіт з буряками в цукровій промисловості                                                            | Марочко Іван Олександрович                       | завідувач відділу Українського науково-дослідного інституту цукрової промисловості                                                                                    |
| За створення та впровадження комплексу машин та обладнання для механізації вантажно-розвантажувальних робіт з буряками в цукровій промисловості                                                            | Шкурін Євген Андрійович                          | головний конструктор відкритого акціонерного товариства «Красилівський машинобудівний завод», Хмельницька область                                                     |
| За створення та впровадження комплексу машин та обладнання для механізації вантажно-розвантажувальних робіт з буряками в цукровій промисловості                                                            | Плахотний Олександр Михайлович                   | голові правління закритого акціонерного товариства «Калинівське», Вінницька область                                                                                   |
| За створення та впровадження комплексу машин та обладнання для механізації вантажно-розвантажувальних робіт з буряками в цукровій промисловості                                                            | Бойчук Георгій Павлович                          | головний конструктор закритого акціонерного товариства «Калинівське», Вінницька область                                                                               |
| За цикл наукових праць з теорії породоутворення у тваринництві | Єфіменко Михайло Якович                          | доктор сільськогосподарських наук, директор Інституту розведення і генетики тварин, Київська область                                                                  |
| За цикл наукових праць з теорії породоутворення у тваринництві | Буркат Валерій Петрович                          | доктор сільськогосподарських наук, віце-президент Української академії аграрних наук                                                                                  |
| За цикл наукових праць з теорії породоутворення у тваринництві | Зубець Михайло Васильович                        | доктор сільськогосподарських наук, президент Української академії аграрних наук                                                                                       |
| За цикл наукових праць з теорії породоутворення у тваринництві | Баньковський Броніслав Володимирович (посмертно) | доктор сільськогосподарських наук |
| За цикл наукових праць з теорії породоутворення у тваринництві | Хаврук Олександр Федорович (посмертно)           | доктор сільськогосподарсь-ких наук |
| За цикл наукових праць з теорії породоутворення у тваринництві | Польська Парасковія Іванівна                     | доктор сільськогосподарських наук, завідувач відділу Інституту тваринництва степових районів імені М. Ф. Іванова «Асканія-Нова»                                       |
| За цикл наукових праць з теорії породоутворення у тваринництві | Рибалка Валентин Павлович                        | доктор сільськогосподарських наук, директор Інституту свинарства, місто Полтава                                                                                       |
| За цикл праць «Імунобіологія тимусу, його роль у регуляції імуногенезу, одержання та можливості використання препаратів тимусу (вилочкової залози)»                                                        | Пінчук Вадим Григорович (посмертно)              | академік Національної академії наук України |
| За цикл праць «Імунобіологія тимусу, його роль у регуляції імуногенезу, одержання та можливості використання препаратів тимусу (вилочкової залози)»                                                        | Безвершенко Іван Андрійович (посмертно)          | доктор медичних наук |
| За цикл праць «Імунобіологія тимусу, його роль у регуляції імуногенезу, одержання та можливості використання препаратів тимусу (вилочкової залози)»                                                        | Чеботарьов Володимир Федорович                   | доктор медичних наук, керівник лабораторії Інституту ендокринології та обмін речовин імені В. П. Комісаренка                                                          |
| За цикл праць «Імунобіологія тимусу, його роль у регуляції імуногенезу, одержання та можливості використання препаратів тимусу (вилочкової залози)»                                                        | Нікольський Ігор Сергійович                      | доктор медичних наук, завідувач лабораторії Українського наукового гігієнічного центру                                                                                |
| За цикл праць «Імунобіологія тимусу, його роль у регуляції імуногенезу, одержання та можливості використання препаратів тимусу (вилочкової залози)»                                                        | Барабой Вілен Абрамович                          | доктор медичних наук, завідувач лабораторії Українського науково-дослідного інституту онкології та радіології                                                         |
| За цикл праць «Імунобіологія тимусу, його роль у регуляції імуногенезу, одержання та можливості використання препаратів тимусу (вилочкової залози)»                                                        | Гріневич Юрій Якимович                           | доктор медичних наук, заступник директора Українського науково-дослідного інституту онкології та радіології                                                           |
| За цикл праць «Імунобіологія тимусу, його роль у регуляції імуногенезу, одержання та можливості використання препаратів тимусу (вилочкової залози)»                                                        | Бутенко Геннадій Михайлович                      | член-кореспондент Національної академії наук України, заступник директора Інституту геронтології                                                                      |
| За теоретичні основи, екологічні аспекти, практику переробки і використання відходів металургійної, гірничорудної та хімічної промисловості в будівництві та виробництві будівельних матеріалів            | Глуховський Віктор Дмитрович (посмертно)         | доктор технічних наук |
| За теоретичні основи, екологічні аспекти, практику переробки і використання відходів металургійної, гірничорудної та хімічної промисловості в будівництві та виробництві будівельних матеріалів            | Зільберман Олександр Юрійович                    | начальник цеху відкритого акціонерного товариства «Нікопольський завод феросплавів»                                                                                   |
| За теоретичні основи, екологічні аспекти, практику переробки і використання відходів металургійної, гірничорудної та хімічної промисловості в будівництві та виробництві будівельних матеріалів            | Невєдомський Володимир Олексійович               | кандидат технічних наук, начальник цеху відкритого акціонерного товариства «Нікопольський завод феросплавів»                                                          |
| За теоретичні основи, екологічні аспекти, практику переробки і використання відходів металургійної, гірничорудної та хімічної промисловості в будівництві та виробництві будівельних матеріалів            | Головко Анатолій Іванович                        | заступник голови правління відкритого акціонерного товариства «Нікопольський завод феросплавів»                                                                       |
| За теоретичні основи, екологічні аспекти, практику переробки і використання відходів металургійної, гірничорудної та хімічної промисловості в будівництві та виробництві будівельних матеріалів            | Бондаренко Галина Миколаївна                     | кандидат технічних наук, завідувач лабораторії відкритого акціонерного товариства «Дніпропетровський науково-дослідний інститут будівельного виробництва»             |
| За теоретичні основи, екологічні аспекти, практику переробки і використання відходів металургійної, гірничорудної та хімічної промисловості в будівництві та виробництві будівельних матеріалів            | Нікіфоров Олексій Петрович                       | доктор технічних наук, перший заступник голови правління відкритого акціонерного товариства «Дніпропетровський науково-дослідний інститут будівельного виробництва»   |
| За теоретичні основи, екологічні аспекти, практику переробки і використання відходів металургійної, гірничорудної та хімічної промисловості в будівництві та виробництві будівельних матеріалів            | Борисовський Володимир Захарович                 | президент Спілки будівельників України |
| За теоретичні основи, екологічні аспекти, практику переробки і використання відходів металургійної, гірничорудної та хімічної промисловості в будівництві та виробництві будівельних матеріалів            | Кривенко Павло Васильович                        | доктор технічних наук, проректор Київського Національного університету будівництва і архітектури                                                                      |
| За теоретичні основи, екологічні аспекти, практику переробки і використання відходів металургійної, гірничорудної та хімічної промисловості в будівництві та виробництві будівельних матеріалів            | Щербак Святослав Андрійович                      | кандидат технічних наук, докторант Придніпровської державної академії будівництва та архітектури                                                                      |
| За теоретичні основи, екологічні аспекти, практику переробки і використання відходів металургійної, гірничорудної та хімічної промисловості в будівництві та виробництві будівельних матеріалів            | Большаков Володимир Іванович                     | доктор технічних наук, ректор Придніпровської державної академії будівництва та архітектури                                                                           |
| За розробку теоретичних основ технології та обладнання виробництва кальцинованої соди і створення промислового комплексу Кримського содового заводу                                                        | Наталіч Валерій Сергійович                       | головний конструктор спеціального конструкторського бюро відкритого акціонерного товариства «Сумське машинобудівне науково-виробниче об'єднання імені М. В. Фрунзе»   |
| За розробку теоретичних основ технології та обладнання виробництва кальцинованої соди і створення промислового комплексу Кримського содового заводу                                                        | Куніцин Сергій Володимирович                     | голова Ради Міністрів Автономної Республіки Крим |
| За розробку теоретичних основ технології та обладнання виробництва кальцинованої соди і створення промислового комплексу Кримського содового заводу                                                        | Товажнянський Леонід Леонідович                  | доктор технічних наук, проректор Харківського державного політехнічного університету                                                                                  |
| За розробку теоретичних основ технології та обладнання виробництва кальцинованої соди і створення промислового комплексу Кримського содового заводу                                                        | Заразілов Іван Степанович                        | завідувач відділу Державного науково-дослідного і проектного інституту основної хімії Міністерства промислової політики України                                       |
| За розробку теоретичних основ технології та обладнання виробництва кальцинованої соди і створення промислового комплексу Кримського содового заводу                                                        | Фрумін Віталій Мусійович                         | кандидат технічних наук, завідувач лабораторії Державного науково-дослідного і проектного інституту основної хімії Міністерства промислової політики України          |
| За розробку теоретичних основ технології та обладнання виробництва кальцинованої соди і створення промислового комплексу Кримського содового заводу                                                        | Зозуля Олександр Федорович                       | доктор технічних наук, головний інженер Державного науково-дослідного і проектного інституту основної хімії Міністерства промислової політики України                 |
| За розробку теоретичних основ технології та обладнання виробництва кальцинованої соди і створення промислового комплексу Кримського содового заводу                                                        | Молчанов Володимир Іванович                      | кандидат технічних наук, директор Державного науково-дослідного і проектного інституту основної хімії Міністерства промислової політики України                       |
| За розробку теоретичних основ технології та обладнання виробництва кальцинованої соди і створення промислового комплексу Кримського содового заводу                                                        | Зайцев Іван Дмитрович (посмертно)                | доктор технічних наук |
| За розробку теоретичних основ технології та обладнання виробництва кальцинованої соди і створення промислового комплексу Кримського содового заводу                                                        | Ткач Григорій Анатолійович (посмертно)           | доктор технічних наук |
| За розробку теоретичних основ технології та обладнання виробництва кальцинованої соди і створення промислового комплексу Кримського содового заводу                                                        | Гільманов Фаат Сулейманович                      | начальник дільниці відкритого акціонерного товариства «Кримський содовий завод»                                                                                       |
| За цикл наукових праць «Органічні ураження нервової системи у дітей. Розробка і впровадження в практику нових методів діагностики, лікування, профілактики, медичної реабілітації та соціальної адаптації» | Перфілов Олександр Петрович                      | кандидат медичних наук, керівник відділення Інституту педіатрії, акушерства та гінекології                                                                            |
| За цикл наукових праць «Органічні ураження нервової системи у дітей. Розробка і впровадження в практику нових методів діагностики, лікування, профілактики, медичної реабілітації та соціальної адаптації» | Богатирьова Раїса Василівна                      | кандидат медичних наук, Міністр охорони здоров'я України |
| За цикл наукових праць «Органічні ураження нервової системи у дітей. Розробка і впровадження в практику нових методів діагностики, лікування, профілактики, медичної реабілітації та соціальної адаптації» | Прус Валентин Петрович                           | кандидат медичних наук, головний лікар дитячого санаторію «Хаджибей», Одеська область                                                                                 |
| За цикл наукових праць «Органічні ураження нервової системи у дітей. Розробка і впровадження в практику нових методів діагностики, лікування, профілактики, медичної реабілітації та соціальної адаптації» | Ненько Анатолій Михайлович                       | кандидат медичних наук, начальник Євпаторійського дитячого клінічного санаторію Міністерства оборони України                                                          |
| За цикл наукових праць «Органічні ураження нервової системи у дітей. Розробка і впровадження в практику нових методів діагностики, лікування, профілактики, медичної реабілітації та соціальної адаптації» | Курак Юрій Львович                               | доктор медичних наук, завідувач кафедри Одеського державного медичного університету                                                                                   |
| За цикл наукових праць «Органічні ураження нервової системи у дітей. Розробка і впровадження в практику нових методів діагностики, лікування, профілактики, медичної реабілітації та соціальної адаптації» | Мартинюк Володимир Юрійович                      | кандидат медичних наук, директор Українського медичного центру реабілітації дітей з органічними ураженнями нервової системи                                           |
| За цикл наукових праць «Органічні ураження нервової системи у дітей. Розробка і впровадження в практику нових методів діагностики, лікування, профілактики, медичної реабілітації та соціальної адаптації» | Євтушенко Станіслав Костянтинович                | доктор медичних наук, завідувач кафедри Донецького державного медичного університету імені М. Горького                                                                |
| За цикл наукових праць «Органічні ураження нервової системи у дітей. Розробка і впровадження в практику нових методів діагностики, лікування, профілактики, медичної реабілітації та соціальної адаптації» | Волошина Наталія Петрівна                        | доктор медичних наук, доцент Харківського державного медичного університету                                                                                           |
| За цикл наукових праць «Органічні ураження нервової системи у дітей. Розробка і впровадження в практику нових методів діагностики, лікування, профілактики, медичної реабілітації та соціальної адаптації» | Шестопалова Людмила Федорівна                    | доктор психологічних наук, керівник відділу Українського науково-дослідного інституту клінічної та експериментальної неврології та психіатрії                         |
| За цикл наукових праць «Органічні ураження нервової системи у дітей. Розробка і впровадження в практику нових методів діагностики, лікування, профілактики, медичної реабілітації та соціальної адаптації» | Козявкін Володимир Ілліч                         | доктор медичних наук, директор Інституту проблем медичної реабілітації, місто Львів                                                                                   |
| За цикл наукових праць «Закономірності та аномальні явища в ядерних процесах» | Кузніченко Анатолій Васильович                   | кандидат фізико-математичних наук, завідувач лабораторії Харківського державного університету                                                                         |
| За цикл наукових праць «Закономірності та аномальні явища в ядерних процесах» | Мазур Володимир Михайлович                       | доктор фізико-математичних наук, провідний науковий співробітник Інституту електронної фізики НАН України                                                             |
| За цикл наукових праць «Закономірності та аномальні явища в ядерних процесах» | Слабоспицький Ростислав Павлович                 | доктор фізико-математичних наук, заступник директора Національного наукового центру «Харківський фізико-технічний інститут»                                           |
| За цикл наукових праць «Закономірності та аномальні явища в ядерних процесах» | Павленко Юрій Миколайович                        | кандидат фізико-математичних наук, старший науковий співробітник наукового центру «Інститут ядерних досліджень» НАН України                                           |
| За цикл наукових праць «Закономірності та аномальні явища в ядерних процесах» | Кібкал Юрій Васильович                           | доктор фізико-математичних наук, провідний науковий співробітник наукового центру «Інститут ядерних досліджень» НАН України                                           |
| За цикл наукових праць «Закономірності та аномальні явища в ядерних процесах» | Заїка Микола Іванович                            | доктор фізико-математичних наук, завідувач відділу наукового центру «Інститут ядерних досліджень» НАН України                                                         |
| За цикл наукових праць «Закономірності та аномальні явища в ядерних процесах» | Желтоножський Віктор Олександрович               | доктор фізико-математичних наук, завідувач лабораторії наукового центру «Інститут ядерних досліджень» НАН України                                                     |
| За цикл наукових праць «Закономірності та аномальні явища в ядерних процесах» | Тришин Володимир Васильович                      | кандидат фізико-математичних наук, заступник директора наукового центру «Інститут ядерних досліджень» НАН України                                                     |
| За цикл наукових праць «Закономірності та аномальні явища в ядерних процесах» | Німець Олег Федорович                            | академік Національної академії наук України, завідувач відділу наукового центру «Інститут ядерних досліджень» НАН України                                             |
| За цикл наукових праць «Закономірності та аномальні явища в ядерних процесах» | Вишневський Іван Миколайович                     | академік Національної академії наук України, директор наукового центру «Інститут ядерних досліджень» НАН України                                                      |
| За створення високоефективних екологоорієнтованих технологій видобутку корисних копалин на основі керування станом гірського масиву і впровадження їх на кар'єрах України                                  | Шапар Аркадій Григорович                         | доктор технічних наук, директор Інституту проблем природокористування та екології НАН України                                                                         |
| За створення високоефективних екологоорієнтованих технологій видобутку корисних копалин на основі керування станом гірського масиву і впровадження їх на кар'єрах України                                  | Панчошний Микола Максимович                      | кандидат технічних наук, колишній генеральний директор-голова правління відкритого акціонерного товариства «Північний гірничозбагачувальний комбінат»                 |
| За створення високоефективних екологоорієнтованих технологій видобутку корисних копалин на основі керування станом гірського масиву і впровадження їх на кар'єрах України                                  | Сокіл Олександр Михайлович                       | кандидат технічних наук, генеральний директор дочірнього підприємства «Вільногірський державний гірничо-металургійний комбінат»                                       |
| За створення високоефективних екологоорієнтованих технологій видобутку корисних копалин на основі керування станом гірського масиву і впровадження їх на кар'єрах України                                  | Мартиненко Володимир Петрович                    | кандидат технічних наук, голові ради товариства з обмеженою відповідальністю "Дослідно-виробниче підприємство «Укргірвибухпром»                                       |
| За створення високоефективних екологоорієнтованих технологій видобутку корисних копалин на основі керування станом гірського масиву і впровадження їх на кар'єрах України                                  | Надточенко Микола Михайлович                     | кандидат технічних наук, начальник головного управління Міністерства промислової політики України                                                                     |
| За створення високоефективних екологоорієнтованих технологій видобутку корисних копалин на основі керування станом гірського масиву і впровадження їх на кар'єрах України                                  | Ткачук Костянтин Нифонтович                      | доктор технічних наук, директор Національного науково-дослідного інституту охорони праці                                                                              |
| За створення високоефективних екологоорієнтованих технологій видобутку корисних копалин на основі керування станом гірського масиву і впровадження їх на кар'єрах України                                  | Дриженко Анатолій Юрійович                       | доктор технічних наук, професор Національної гірничої академії України                                                                                                |
| За створення високоефективних екологоорієнтованих технологій видобутку корисних копалин на основі керування станом гірського масиву і впровадження їх на кар'єрах України                                  | Храпко Олег Іванович                             | кандидат технічних наук, професор Криворізького технічного університету                                                                                               |
| За створення високоефективних екологоорієнтованих технологій видобутку корисних копалин на основі керування станом гірського масиву і впровадження їх на кар'єрах України                                  | Бизов Володимир Федорович                        | доктор технічних наук, ректор Криворізького технічного університету                                                                                                   |
| За створення високоефективних екологоорієнтованих технологій видобутку корисних копалин на основі керування станом гірського масиву і впровадження їх на кар'єрах України                                  | Поліщук Сергій Зіновійович                       | доктор технічних наук, завідувач відділу Інституту проблем природокористування та екології НАН України                                                                |
| За розробку наукових основ та засобів підвищення енергетичної ефективності і їх впровадження в системах управління постачанням і використанням електроенергії, природного газу та тепла                    | Буцьо Зіновій Юрійович                           | головний консультант Комітету Верховної Ради України |
| За розробку наукових основ та засобів підвищення енергетичної ефективності і їх впровадження в системах управління постачанням і використанням електроенергії, природного газу та тепла                    | Плачков Іван Васильович                          | міністр енергетики України |
| За розробку наукових основ та засобів підвищення енергетичної ефективності і їх впровадження в системах управління постачанням і використанням електроенергії, природного газу та тепла                    | Врублевський Анатолій Григорович                 | перший заступник міністра економіки України |
| За розробку наукових основ та засобів підвищення енергетичної ефективності і їх впровадження в системах управління постачанням і використанням електроенергії, природного газу та тепла                    | Гінайло Віктор Олексійович                       | кандидат технічних наук, директор Державного підприємства «Укренергоналадкавимірювання» Міністерства енергетики України                                               |
| За розробку наукових основ та засобів підвищення енергетичної ефективності і їх впровадження в системах управління постачанням і використанням електроенергії, природного газу та тепла                    | Рапцун Микола Віталійович                        | кандидат технічних наук, президент товариства з обмеженою відповідальністю «Агентство з раціонального використання енергії та екології»                               |
| За розробку наукових основ та засобів підвищення енергетичної ефективності і їх впровадження в системах управління постачанням і використанням електроенергії, природного газу та тепла                    | Ковалко Михайло Петрович                         | кандидат технічних наук, голова Комітету Верховної Ради України |
| За розробку наукових основ та засобів підвищення енергетичної ефективності і їх впровадження в системах управління постачанням і використанням електроенергії, природного газу та тепла                    | Кириленко Олександр Васильович                   | член-кореспондент Національної академії наук України, заступник директора Інституту електродинаміки НАН України                                                       |
| За розробку наукових основ та засобів підвищення енергетичної ефективності і їх впровадження в системах управління постачанням і використанням електроенергії, природного газу та тепла                    | Костюковський Борис Анатолійович                 | науковий співробітник Інституту загальної енергетики НАН України |
| За розробку наукових основ та засобів підвищення енергетичної ефективності і їх впровадження в системах управління постачанням і використанням електроенергії, природного газу та тепла                    | Гнідий Микола Васильович                         | кандидат економічних наук, завідувач відділу Інституту загальної енергетики НАН України                                                                               |
| За розробку наукових основ та засобів підвищення енергетичної ефективності і їх впровадження в системах управління постачанням і використанням електроенергії, природного газу та тепла                    | Кулик Михайло Миколайович                        | член-кореспондент Національної академії наук України, директор Інституту загальної енергетики НАН України                                                             |
| За комплекс робіт по розробці теоретичних та технологічних основ створення зносостійких литих сплавів та виробництва з них деталей для різних галузей машинобудування                                      | Тихонович Вадим Іванович                         | доктор технічних наук, головний науковий співробітник Фізико-технологічного інституту металів та сплавів НАН України                                                  |
| За комплекс робіт по розробці теоретичних та технологічних основ створення зносостійких литих сплавів та виробництва з них деталей для різних галузей машинобудування                                      | Марковський Євген Адамович                       | доктор технічних наук, головний науковий співробітник Фізико-технологічного інституту металів та сплавів НАН України                                                  |
| За комплекс робіт по розробці теоретичних та технологічних основ створення зносостійких литих сплавів та виробництва з них деталей для різних галузей машинобудування                                      | Кірієвський Борис Абрамович                      | доктор технічних наук, завідувач відділу Фізико-технологічного інституту металів та сплавів НАН України                                                               |
| За комплекс робіт по розробці теоретичних та технологічних основ створення зносостійких литих сплавів та виробництва з них деталей для різних галузей машинобудування                                      | Гаврилюк Володимир Петрович                      | доктор технічних наук, заступник директора Фізико-технологічного інституту металів та сплавів НАН України                                                             |
| За комплекс робіт по розробці теоретичних та технологічних основ створення зносостійких литих сплавів та виробництва з них деталей для різних галузей машинобудування                                      | Перелома Віталій Олександрович                   | член-кореспондент Національної академії наук України, головний науковий співробітник Фізико-технологічного інституту металів та сплавів НАН України                   |
| За комплекс робіт по розробці теоретичних та технологічних основ створення зносостійких литих сплавів та виробництва з них деталей для різних галузей машинобудування                                      | Мухопад Григорій Васильович                      | заступник начальника Управління науково-технічної політики та екології Міністерства енергетики України                                                                |
| За комплекс робіт по розробці теоретичних та технологічних основ створення зносостійких литих сплавів та виробництва з них деталей для різних галузей машинобудування                                      | Семенюк Вілен Миронович                          | директор товариства з обмеженою відповідальністю «Енергетична консалтингова група»                                                                                    |
| За комплекс робіт по розробці теоретичних та технологічних основ створення зносостійких литих сплавів та виробництва з них деталей для різних галузей машинобудування                                      | Шеленков Георгій Михайлович                      | кандидат технічних наук, начальник лабораторії відкритого акціонерного товариства «Сумське машинобудівне науково-виробниче об'єднання імені М. В. Фрунзе»             |
| За комплекс робіт по розробці теоретичних та технологічних основ створення зносостійких литих сплавів та виробництва з них деталей для різних галузей машинобудування                                      | Роговий Євген Дмитрович                          | кандидат технічних наук, перший заступник голови правління відкритого акціонерного товариства «Сумське машинобудівне науково-виробниче об'єднання імені М. В. Фрунзе» |
| За комплекс робіт по розробці теоретичних та технологічних основ створення зносостійких литих сплавів та виробництва з них деталей для різних галузей машинобудування                                      | Костенко Георгій Дмитрович                       | кандидат технічних наук, завідувач відділу Фізико-технологічного інституту металів та сплавів НАН України                                                             |
| За цикл монографій з методів системного аналізу та інформаційних технологій управління процесами і полями                                                                                                  | Романенко Віктор Демидович                       | доктор технічних наук, заступник директора Інституту прикладного системного аналізу НАН України та Міністерства освіти України                                        |
| За цикл монографій з методів системного аналізу та інформаційних технологій управління процесами і полями                                                                                                  | Пшеничний Борис Миколайович                      | академік Національної академії наук України, завідувач відділу Інституту прикладного системного аналізу НАН України та Міністерства освіти України                    |
| За цикл монографій з методів системного аналізу та інформаційних технологій управління процесами і полями                                                                                                  | Дейнека Василь Степанович                        | доктор фізико-математичних наук, провідний науковий співробітник Інституту кібернетики імені В. М. Глушкова НАН України                                               |
| За цикл монографій з методів системного аналізу та інформаційних технологій управління процесами і полями                                                                                                  | Чикрій Аркадій Олексійович                       | член-кореспондент Національної академії наук України, завідувач відділу Інституту кібернетики імені В. М. Глушкова НАН України                                        |
| За цикл монографій з методів системного аналізу та інформаційних технологій управління процесами і полями                                                                                                  | Скопецький Василь Васильович                     | член-кореспондент Національної академії наук України, завідувач відділу Інституту кібернетики імені В. М. Глушкова НАН України                                        |
| За цикл монографій з методів системного аналізу та інформаційних технологій управління процесами і полями                                                                                                  | Шор Наум Зуселевич                               | академік Національної академії наук України, завідувач відділу Інституту кібернетики імені В. М. Глушкова НАН України                                                 |
| За цикл монографій з методів системного аналізу та інформаційних технологій управління процесами і полями                                                                                                  | Сергієнко Іван Васильович                        | академік Національної академії наук України, директор Інституту кібернетики імені В. М. Глушкова НАН України                                                          |
| За цикл монографій з методів системного аналізу та інформаційних технологій управління процесами і полями                                                                                                  | Згуровський Михайло Захарович                    | академік Національної академії наук України, директор Інституту прикладного системного аналізу НАН України та Міністерства освіти України                             |
| За серію монографій «Українська фалеристика та боністика» | Куценко Валентина Миколаївна                     | кандидат філософських наук, завідувач відділу Адміністрації Президента України                                                                                        |
| За серію монографій «Українська фалеристика та боністика» | Ющенко Віктор Андрійович                         | кандидат економічних наук, голова Національного банку України |
| За серію монографій «Українська фалеристика та боністика» | Безгон Ігор Дмитрович                            | доктор мистецтвознавства, віце-президент Академії мистецтв України |
| За серію монографій «Українська фалеристика та боністика» | Дмитрієнко Марія Федорівна                       | доктор історичних наук, завідувач відділу Інституту історії України НАН України                                                                                       |
| За серію монографій «Українська фалеристика та боністика» | Табачник Дмитро Володимирович                    | доктор історичних наук, головний науковий співробітник Інституту політичних і етнонаціональних досліджень НАН України, керівник роботи                                |
| За серію монографій «Українська фалеристика та боністика» | Литвин Володимир Михайлович                      | член-кореспондент Національної академії наук України, професор Київського національного університету імені Тараса Шевченка                                            |
| За серію монографій «Українська фалеристика та боністика» | Курас Іван Федорович                             | академік Національної академії наук України, директор Інституту політичних і етнонаціональних досліджень НАН України                                                  |
| За серію монографій «Українська фалеристика та боністика» | Яковлєва Лариса Василівна                        | кандидат історичних наук, директор Центрального державного архіву вищих органів влади та управління України                                                           |
| За серію монографій «Українська фалеристика та боністика» | Бузало Віктор Йосипович                          | кандидат історичних наук, завідувач сектору Адміністрації Президента України                                                                                          |
| За створення науково-промислового комплексу по виробництву свинцево-кислотних акумуляторних батарей | Васильєв Сергій Володимирович                    | кандидат технічних наук, завідувач відділу Інституту транспортних систем і технологій НАН України                                                                     |
| За створення науково-промислового комплексу по виробництву свинцево-кислотних акумуляторних батарей | Привалов Володимир Миколайович                   | кандидат фізико-математичних наук, заступник директора Інституту транспортних систем і технологій НАН України                                                         |
| За створення науково-промислового комплексу по виробництву свинцево-кислотних акумуляторних батарей | Дзензерський Віктор Олександрович                | кандидат фізико-математичних наук, директор Інституту транспортних систем і технологій НАН України                                                                    |
| За створення науково-промислового комплексу по виробництву свинцево-кислотних акумуляторних батарей | Порошенко Петро Олексійович                      | голові підкомітету Комітету Верховної Ради України |
| За створення науково-промислового комплексу по виробництву свинцево-кислотних акумуляторних батарей | Гуляєв Анатолій Юрійович                         | завідувач лабораторії Науково-промислової корпорації «ІСТА» |
| За створення науково-промислового комплексу по виробництву свинцево-кислотних акумуляторних батарей | Скосар Юрій Іванович                             | заступник начальника управління Науково-промислової корпорації «ІСТА»                                                                                                 |
| За створення науково-промислового комплексу по виробництву свинцево-кислотних акумуляторних батарей | Хількевич Віктор Костянтинович                   | виконавчий директор Науково-промислової корпорації «ІСТА» |
| За створення науково-промислового комплексу по виробництву свинцево-кислотних акумуляторних батарей | Касян Сергій Григорович                          | перший віце-президент — начальник управління Науково-промислової корпорації «ІСТА»                                                                                    |
| За створення науково-промислового комплексу по виробництву свинцево-кислотних акумуляторних батарей | Підлубний Василь Іванович                        | перший віце-президент Науково-промислової корпорації «ІСТА» |